# Алеут (шхуна, 1862)
«Алеут» — паровая шхуна Российского императорского флота, построенная для Сибирской флотилии. Шхуна приняла участие в изучении морей Тихого океана, а также в стычках с этническими китайцами на территории современного Приморского края, вошедших в историю под названием Манзовская война.

## Строительство
Паровая шхуна «Алеут» построена в 1862 году на заводе Берда в Санкт-Петербурге. По прибытии во Владивосток, так как шхуна имела плохие мореходные качества, была добавлена бизань-мачта, но позже она была демонтирована, так как не было эффекта от её использования.

## Служба
1 октября 1862 года шхуна вышла из Кронштадта под командованием капитан-лейтенанта Л. Бухгольца с грузом морского ведомства и по прибытии в Николаевск (ныне Николаевск-на-Амуре) вошла в состав Сибирской военной флотилии с базированием на Владивосток.
В последующие годы в летнее время выходила в плавания в залив Петра Великого, Японское и Охотское моря. Шхуна выполняла снабженческие и охранные задачи, а на зиму уходила в Нагасаки.

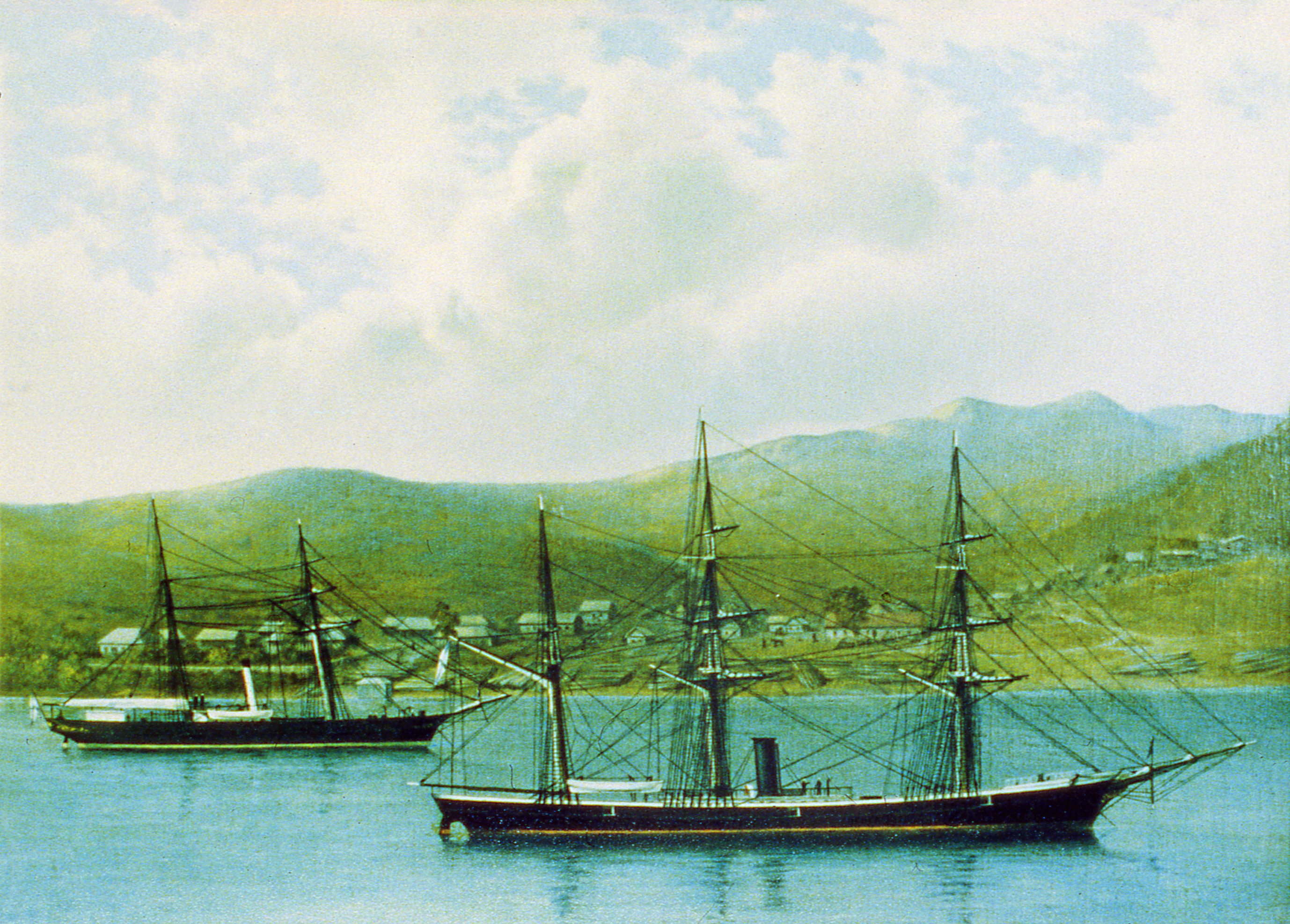
«Паровой транспорт „Манджур“ и шхуна „Алеут“». Художник А. П. Алексеев, 1860-е года, из собрания ЦВММ

В 1865 году во Владивостоке матросы шхуны «Алеут» построили на месте современного морского вокзала пирс и поставили несколько домов, а для связи с постом, который располагался на месте современной центральной площади, прорубили просеку. Эта просека и положила начало улице Алеутской. В кампанию этого года шхуна совершала плавания по Амуру, а также ходила к берегам Англии для испытания своих морских качеств.
Летом 1866 года шхуна совершала плавания по Амуру, выходила в Тихий океан, и под командованием лейтенанта П. Рогули посетила Гонолулу. На переходе в Россию, «Алеут» зашёл в Нагасаки, откуда забрал с корвета «Варяг» исследователя и гидрографа лейтенанта К. С. Старицкого и его помощника гидрографа лейтенанта М. П. Крускопфа. «Алеут» пришёл во Владивосток в конце октября, где провёл всю зиму.
С открытием навигации 1867 года «Алеут» под командованием лейтенанта А. А. Этолина отправился с партией К. С. Старицкого для исследований к южным гаваням Приморья. В ходе этого рейса с борта шхуны были проведены астрономические и хронометрические связи Владивостока с заливам Посьета. После производства работ в заливе, «Алеут» летом отправился в Николаевск, что позволило К. С. Старицкому установить астрономические и хронометрические связи залива Посьета с гаванями — Америка, Преображения, Святой Ольги, Святого Владимира, Де-Кастри и городом Николаевском, после чего, Николаевска с озером Буссэ и мысом Крильон на Сахалине. Возвращаясь во Владивосток, 3 сентября шхуна «Алеут» пришла к острову Аскольд, где были обнаружены хунхузы, промывавшие золото. На берег со шхуны было высажено 15 матросов, которые обнаружили до 500 китайских старателей. Пока шло разбирательство с хунхузами, К. С. Старицкий астрономически определил точное местоположение острова. По требованию А. А. Этолина у хунхузов было конфисковано около 5 фунтов (примерно 2,25 кг) золота, и для прекращения дальнейшей незаконной добычи, шхуна ушла во Владивосток за вооружённым караулом. 5 сентября со шхуны на остров высадились 18 солдат и 6 артиллеристов при одном горном орудии. Далее, шхуна доставила Н. М. Пржевальского из устья реки Суйфун в залив Посьета, а также снабжение из Владивостока в вершину Уссурийского залива к устью реки Цымухэ, и в залив Славянка. К середине ноября навигация закончилась и шхуна стала на зимовку во Владивостоке.

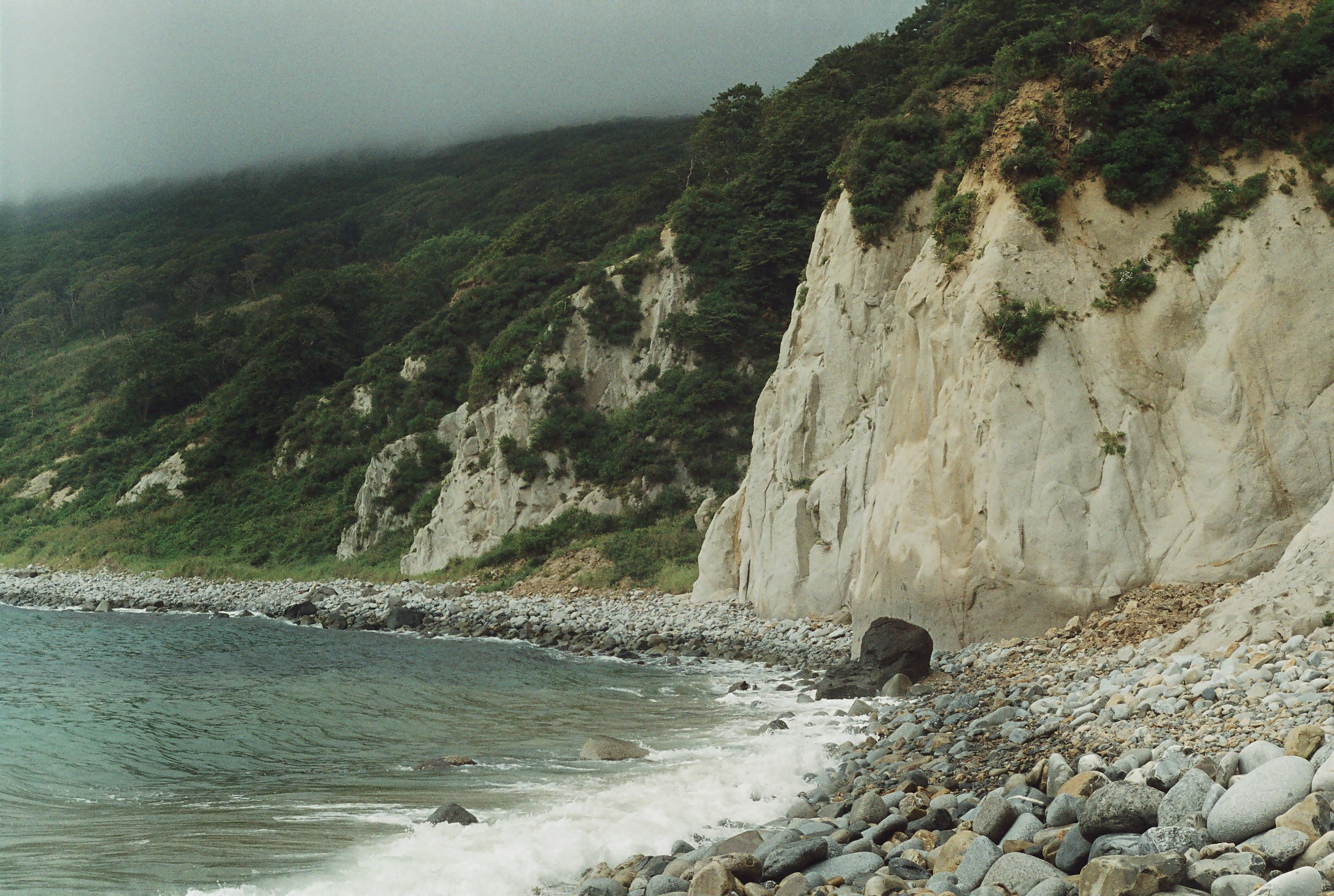
Бухта Наездник на острове Аскольд

19 апреля 1868 года «Алеут» вновь подошёл к острову Аскольд, где опять были обнаружены незаконные старатели под предводительством манза Ли Гуя. Для пресечения их деятельности лейтенант А. А. Этолин возглавил отряд из 20 человек и отправился к берегу на трех шлюпках. Но по высадившимся морякам был открыт огонь из засады, при этом было убито трое матросов, а подпоручик Петрович, врач Кюзель и восемь нижних чинов получили ранения разной степени тяжести. Ретировавшись на «Алеут», моряки открыли со шхуны орудийный картечный огонь по хунхузам, которые демонстративно разрубили на куски оставшиеся на берегу трупы моряков. О погибших или раненых хунхузах сведений нет. Далее командир перевёл «Алеут» к северному берегу острова блокировав связь с берегом и отправил во Владивосток парусный вельбот гидрографа лейтенанта М. П. Крускопфа за охранным отрядом. На ночь «Алеут» пришёл во Владивосток для оказания помощи раненым и пополнения запасов угля. 20 апреля шхуна вернулась к острову. Были конфискованы до двадцати джонок. 21 апреля к острову вернулся лейтенант М. П. Крускопф с палубным железным баркасом и ботом под командованием мичмана А. А. Усова. Ими было организовано крейсерство между Аскольдом, Путятином и мысом Майделя. А на острове был основан постоянный охранный пост «Стрелецкий» под начальством артиллерии поручика Н. Н. Каблукова, для контроля за приисками и наблюдения за проливом. 25 апреля «Алеут» доставил из Владивостока подкрепление, присланное из Раздольного. В ночь на 26 апреля, на остров прибыло около 1000 хунхузов атаковавших Стрелецкий пост. При этой атаке был убит караульный, и пленён постовой фельдшер, после чего пост был сожжён. В этот момент поручик Н. Н. Каблуков был на шхуне, а постом командовал его заместитель в звании фельдфебель, в его распоряжении было 26 человек личного состава и всего 10 ружей, орудие к тому моменту было передано на шхуну в распоряжение А. А. Этолина. Некоторое время спустя А. А. Этолин принял всех оставшихся в живых постовых на борту шхуны. Тогда А. А. Этолин ушёл во Владивосток за подкреплением и на доклад начальнику поста Владивосток майору А. А. Горяинову. В этот момент пришло известие, что деревня Шкотовка сожжена и две крестьянские семьи вырезаны. С этого момента А. А. Этолин по распоряжению подполковника Я. В. Дьяченко временно стал совмещать должность командира шхуны «Алеут» и начальника Владивостокского поста (начальник всех морских и сухопутных сил во Владивостоке). Для усмирения бушевавших хунхузов отряд подполковника Я. В. Дьяченко на «Алеуте» отправился из Владивостока, а отряд Пфингстена на барке «Нахимов» из Посьета. 1 мая оба судна подошли к острову. Тут пришло известие, что хунхузы уходя на север, также сожгли деревни Суйфунская и Никольская (ныне Уссурийск). Тут Я. В. Дьяченко сошёл с отрядом на берег для преследования хунхузов. Немногим позже командир шхуны «Алеут» лейтенант А. А. Этолин за свои действия был награждён золотым оружием, орденом Святого Владимира IV степени и произведён в очередное звание.

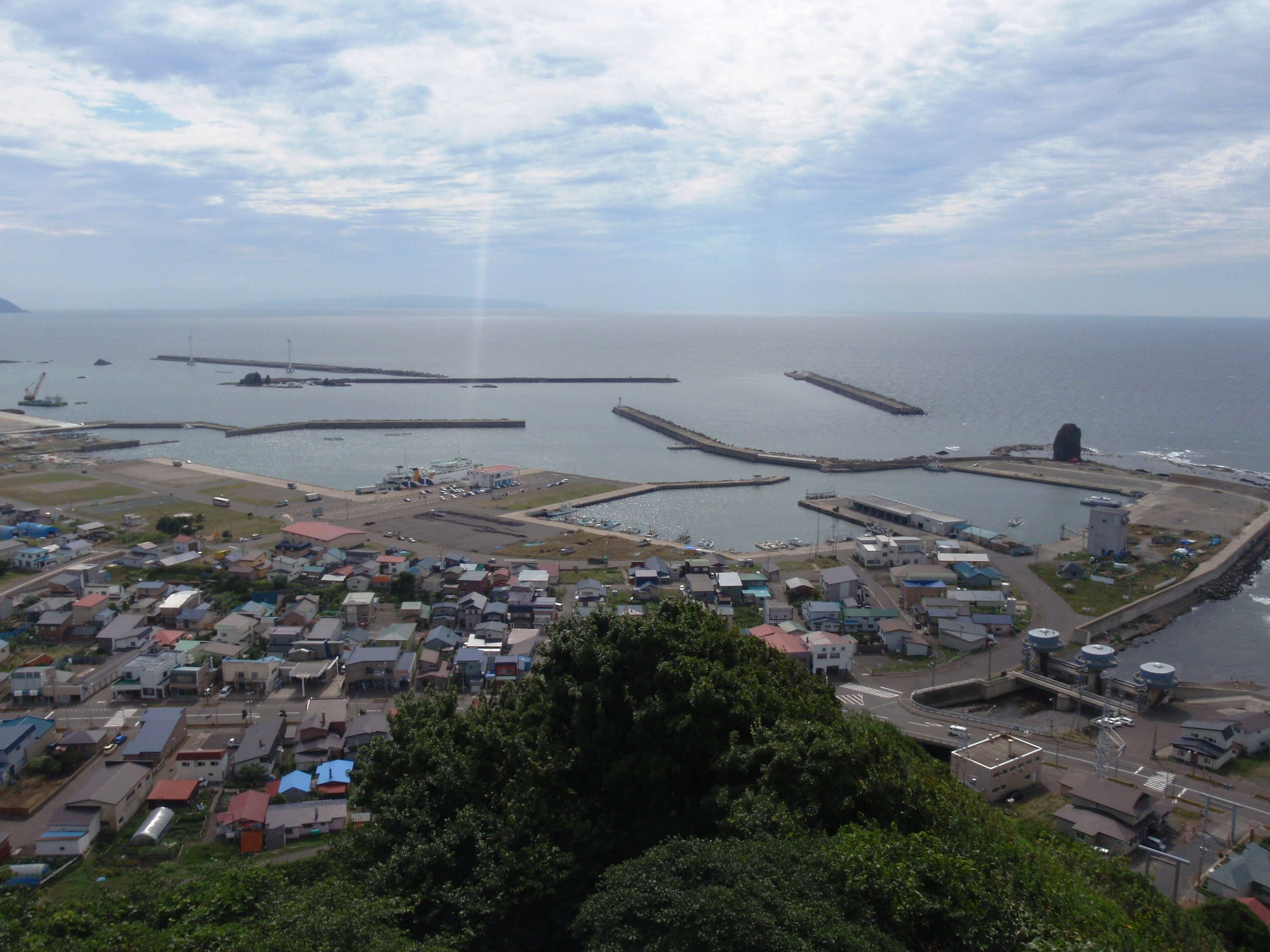
Сетана, 2011 год

В кампанию 1869 года совершала плавания по портам Японского моря и в Татарском проливе. В следующем 1870 году совершала плавания по портам Тихого океана и Охотского моря.
В апреле 1871 года «Алеут» под командованием лейтенанта В. М. Лаврова пришёл с группой водолазов из Николаевска во Владивосток для проведения работ по подъёму груза с затонувшего в Золотом Роге транспорта «Байкал». Работами руководил лично В. М. Лавров, он же возглавил следствие по факту крушения транспорта. В этом же году В. М. Лавров был награждён орденом Святого Станислава II степени.
В 1872 году совершала плавания по портам Тихого океана и Охотского моря. В кампанию 1873 года находилась в заграничном плавании.
Начиная с 1874 года паровые шхуны Сибирской флотилии «Алеут», «Ермак» и «Тунгус» были поставлены для борьбы с браконьерством и наблюдения за соблюдением условий промысла китов, рыбы, северного морского котика и калана иностранными судами у берегов Сахалина, Камчатки, Командорских островов. А также занимались доставкой пассажиров, почты, казённых и коммерческих грузов. В 1874 году командир шхуны был награждён орденом Святой Анны III степени.
В кампанию 1875 года находилась в плаваниях в Татарском проливе и в заграничном плавании. В кампанию следующего 1876 года совершала плавания во внутренних водах морей Тихого океана.
До 1877 года шхуна выходила в плавания в Японское море под командованием лейтенанта Воронова.

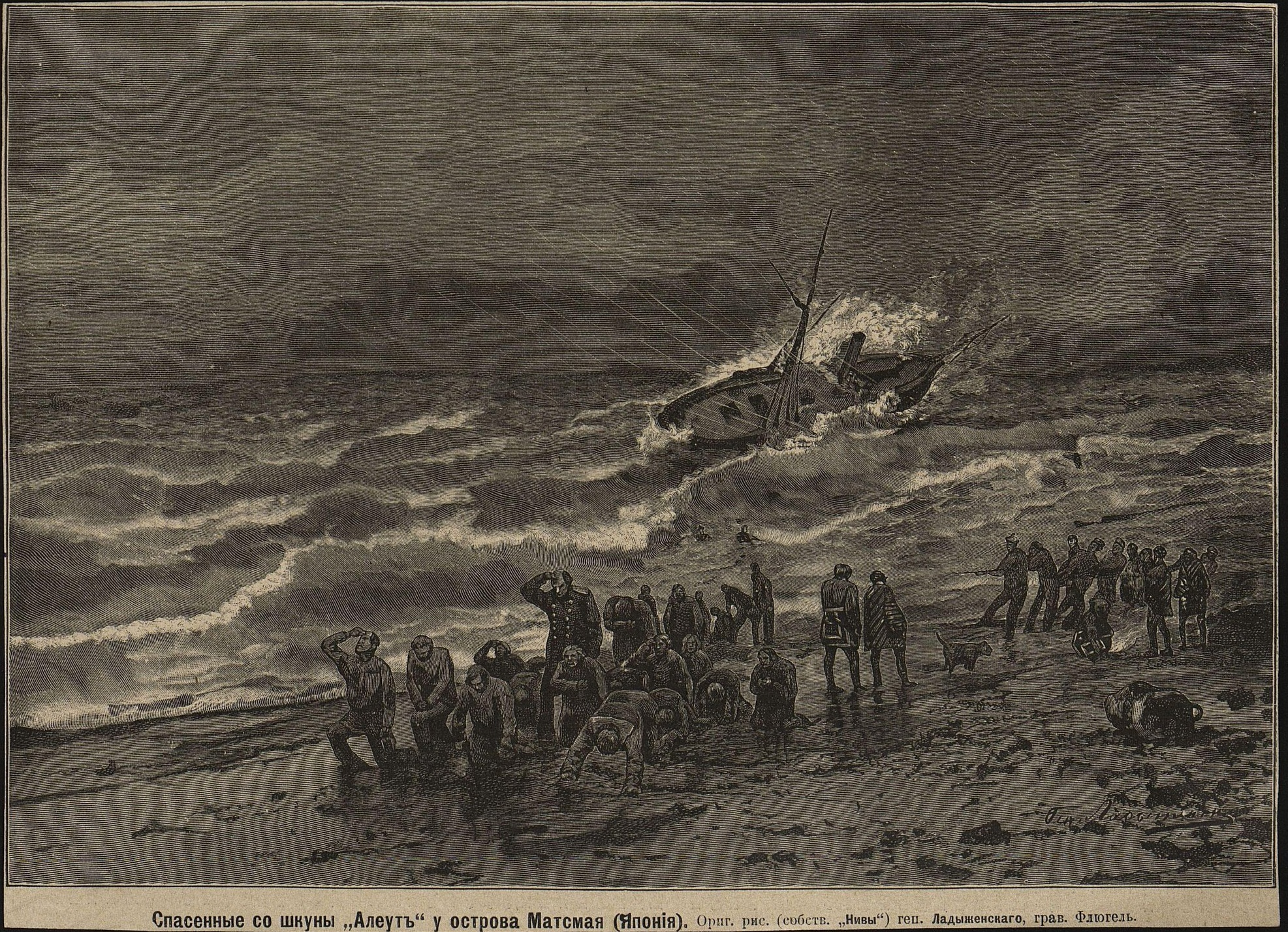
Спасенные со шхуны «Алеут»

7 ноября 1877 года «Алеут» под командованием лейтенанта С. А. Крашенинникова вышел в обратный рейс из Николаевска во Владивосток, но по пути непогода заставила шхуну зайти в Императорскую Гавань. 18 октября, когда ветер начал стихать, шхуна продолжила путь. В ночь ветер резко прибавил, и шхуну снесло на 16 миль от берега. К утру её снесло ещё дальше в море. Разыгравшийся сильный циклон заставил убрать паруса и лечь в дрейф. 22 октября стал отчётливо виден пик Де-Лангль, это означало что шхуна приближалась к острову Мацмай (ныне Хоккайдо). Тогда командир принял решение зайти в порт Хакодате. 4 ноября, в 60 милях от Хакодате, когда скорость шхуны упала до одного узла, была выбрана якорная стоянка около острова Окоеири вблизи. 7 ноября, когда ветер изменил своё направление и усилился, шхуну сорвало и отнесло на рифы у селения Сетанай (ныне Сетана). На борту находились: командир шхуны лейтенант С. А. Крашенинников, старший штурман прапорщик Панов, вахтенные начальники: лейтенант Хартулари, мичман Китаев, штабс-капитан Асташев, старший механик прапорщик Криницин, гидрограф поручик Кудрин и 53 матроса, а также два пассажира. Происшествие не привело к человеческим жертвам, и вся команда с помощью местных жителей оказалась на берегу. 27 ноября к месту бедствия подошли клипера «Абрек» и «Всадник». С кораблей на берег были отправлены по два вёсельных катера и по одному вельботу. Спасательная операция продолжалась до 3 декабря, пока усилившийся шторм не разбил катер с «Абрека». Тогда было принято решение, так как непогода не позволяла завершить спасательную операцию, кораблям уйти в Россию, а оставшимся на берегу людям ждать следующего корабля. 16 декабря моряки получили разрешение от губернатора Хакодате перейти в город. Через неделю командир «Алеута» лейтенант Крашенинников, два офицера и 11 матросов поселились в гостинице. И только в апреле 1878 года к посёлку Сетанай пришёл российский военный транспорт «Ермак» под командованием лейтенанта Б. К. де Ливрона за моряками. 29 апреля, во время своза людей с берега на транспорт, был разбит баркас и 28 человек оказались в воде. 15 человек выбрались на берег, 9 нижних чинов и 3 помогавших китайца погибли, остальные числились пропавшими без вести. Сразу были найдены семь трупов русских моряков, чуть позже ещё два. Из команды «Алеута»: квартирмейстер Иван Кайгородов, сигнальщик Яков Шептунов, матросы первой статьи Дмитрий Гурьев, Игнатий Подварков, Василий Синицын, Кузьма Феофелов; из команды «Ермака»: матрос-рулевой Семён Богомолов, матросы первой статьи Никон Усов, и Фрол Алексеев. Моряков захоронили у храма Тэймэдзи.
«Алеут» исключён из списков Императорского флота 4 марта 1878 года и продан английскому коммерсанту за 1050 долларов. Он снял шхуну с рифов и привёл в Хакодате на ремонт. Она получила новое имя и ходила ещё некоторое время в Тихом океане, пока не разбилась у посёлка Мацумаэ. Выжившие члены экипажа через Хакодате прибыли во Владивосток.

## Командиры
Командирами парусно-винтовой шхуны «Алеут» в составе Российского императорского флота в разное время служили:
- 14.05.1862—03.12.1863 капитан-лейтенант барон Л. А. Бухгольц (Бухольц)[20][21][22];
- 04.05.1864—??.??.186? капитан-лейтенант Порфирий Федоровский 2-й[23]
- 26.07.1865—26.10.1866 лейтенант И. Г. Рогуля[24][25];
- ??.??.1866—??.??.1868 лейтенант (с 25.11.1868 года капитан-лейтенант)[26] А. А. Этолин;
- ??.??.1868—13.09.1873 лейтенант В. М. Лавров[27];
- 24.02.1873—0?.??.1875 лейтенант П. С. Воронов[28];
- ??.??.1877—07.11.1877 лейтенант С. А. Крашенинников[29].

### Старшие офицеры
- 1863—1865 лейтенант А. И. Веселаго[30];
- 17.07.1866—??.??.1868 мичман В. М. Лавров[31];
- ??.??.1870—??.??.???? лейтенант К. Р. Вальронд.

## Память

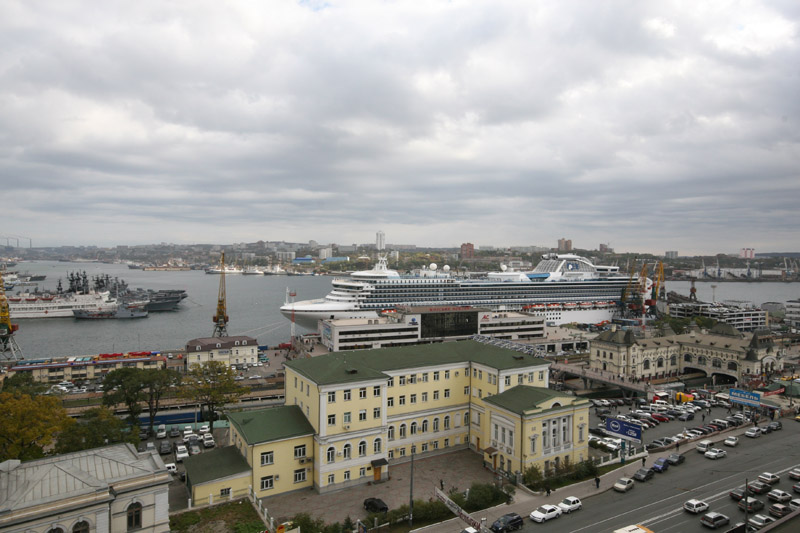
улица Алеутская

- В честь шхуны в 1877 году названа бухта[32][33]. 42°38′05″ с. ш. 131°01′03″ в. д.HGЯO
- Имя шхуны носит мыс[34]. Назван в 1895 году. 42°36′06″ с. ш. 130°52′02″ в. д.HGЯO
- Одна из центральных улиц Владивостока также назва в честь шхуны[35].
- В 1971 году прах русских моряков от захоронения у храма Тэймэдзи был перенесён в братскую могилу в поселок Сетана, в район горы Самбонсунги[2].
- В 1972 году погибшим морякам на месте братского захоронения был поставлен памятник «с молитвой об их упокоении, а также с надеждой на развитие международной дружбы и мер по предотвращению бедствий на море»[19].
- В честь открытия памятника был выпущен буклет, в предисловии которого мэр Сетаны Сасаки Есихару написал: «Данный памятник, поставленный в память двенадцати погибших членов экипажа „Алеут“ создан на средства, собранные местными жителями, готовыми, во имя добрососедства, прийти на помощь терпящим бедствие на море»[2].